# 1. florbalová liga mužů 2000/2001
1. florbalová liga mužů 2000/2001 byla 8. ročníkem nejvyšší mužské florbalové soutěže v Česku.
Základní část soutěže odehrálo 12 týmů systémem dvakrát každý s každým. Prvních osm týmů postoupilo do play-off. Finále se poprvé hrálo na tři vítězné zápasy. Byl to poslední ročník, ve kterém sestupovaly rovnou poslední dva týmy základní části. V dalších ročnících se o sestup dále hrálo.
Vítězem ročníku se popáté stal tým Tatran Střešovice po porážce týmu Akcent Sparta ve finále. Tatran vyřadil mistra předešlé sezóny, tým 1. SC SSK Vítkovice, již v semifinále. Pro Spartu byla účast ve finále nejvyšší soutěže největší úspěch v historii. I jen do semifinále dokázal tým znovu postoupit až o 17 let později v sezóně 2017/2018.
Nováčky v této sezoně byly týmy FBC Liberec a Jolly Hippos Žďár n/S, které se umístily na prvním a druhém místě v předchozí sezóně 2. ligy. Liberec se do 1. ligy vrátil po jedné sezóně v nižší soutěži a hned dokázal postoupit do play-off.
Žďár svoji prvoligovou účast neobhájil a sestoupil zpět do 2. ligy. Dále po pěti sezónách v 1. lize vypadl tým FK Třeboň. Týmy byly v následující sezóně nahrazeny týmy FBC 95 Kadaň a SSK Future, které postoupily do 1. ligy poprvé, z prvního a druhého místa v tomto ročníku 2. ligy.

## Základní část
| Poř. | Tým                    | Záp. | Výh. | Rem. | Pro. | Branky    | Body | Poznámka |
| ---- | ---------------------- | ---- | ---- | ---- | ---- | --------- | ---- | -------- |
| 1.   | Akcent Sparta          | 22   | 16   | 2    | 4    | 106 : 581 | 34   | play-off |
| 2.   | Tatran Střešovice      | 22   | 15   | 4    | 3    | 118 : 501 | 34   | play-off |
| 3.   | 1. SC SSK Vítkovice    | 22   | 14   | 4    | 4    | 184 : 451 | 32   | play-off |
| 4.   | Torpedo Pegres Havířov | 22   | 12   | 5    | 5    | 117 : 871 | 29   | play-off |
| 5.   | 1. SC Ostrava          | 22   | 13   | 3    | 6    | 113 : 791 | 29   | play-off |
| 6.   | FBC Pepino Ostrava     | 22   | 13   | 2    | 7    | 102 : 861 | 28   | play-off |
| 7.   | FBC Liberec            | 22   | 10   | 3    | 9    | 197 : 981 | 23   | play-off |
| 8.   | TJ JM Mentos Chodov    | 22   | 7    | 7    | 8    | 182 : 741 | 21   | play-off |
| 9.   | VSK FS Bulldogs Brno   | 22   | 5    | 6    | 11   | 172 : 931 | 16   |          |
| 10.  | USK Slávie Ústí n/L    | 22   | 5    | 0    | 17   | 181 : 127 | 10   |          |
| 11.  | FK Třeboň              | 22   | 1    | 2    | 19   | 150 : 141 | 4    | sestup   |
| 12.  | Jolly Hippos Žďár n/S  | 22   | 1    | 2    | 19   | 160 : 144 | 4    | sestup   |

## Vyřazovací boje

### Pavouk
|  | Čtvrtfinále (na zápasy) | Čtvrtfinále (na zápasy) |                   |   | Semifinále (na zápasy) | Semifinále (na zápasy) |  |  | Finále (na zápasy) | Finále (na zápasy) |
|  |                         |                         |                   |   |                        |                        |  |  |                    |                    |
|  |                         |                         |                   |   |                        |                        |  |  |                    |                    |
|  | Akcent Sparta           | 2                       |                   |   |                        |                        |  |  |                    |                    |
|  | Akcent Sparta           | 2                       |                   |   |                        |                        |  |  |                    |                    |
|  | TJ JM Mentos Chodov     | 0                       |                   |   |                        |                        |  |  |                    |                    |
|  | TJ JM Mentos Chodov     | 0                       | Akcent Sparta     | 2 |                        |                        |  |  |                    |                    |
|  |                         |                         | Akcent Sparta     | 2 |                        |                        |  |  |                    |                    |
|  |                         | Torpedo Pegres Havířov  | 1                 |   |                        |                        |  |  |                    |                    |
|  | Torpedo Pegres Havířov  | Torpedo Pegres Havířov  | 1                 | 2 |                        |                        |  |  |                    |                    |
|  | Torpedo Pegres Havířov  |                         |                   | 2 |                        |                        |  |  |                    |                    |
|  | 1. SC Ostrava           | 1                       |                   |   |                        |                        |  |  |                    |                    |
|  | 1. SC Ostrava           | 1                       | Akcent Sparta     | 0 |                        |                        |  |  |                    |                    |
|  |                         |                         | Akcent Sparta     | 0 |                        |                        |  |  |                    |                    |
|  |                         | Tatran Střešovice       | 3                 |   |                        |                        |  |  |                    |                    |
|  | Tatran Střešovice       | Tatran Střešovice       | 3                 | 2 |                        |                        |  |  |                    |                    |
|  | Tatran Střešovice       |                         |                   | 2 |                        |                        |  |  |                    |                    |
|  | FBC Liberec             | 0                       |                   |   |                        |                        |  |  |                    |                    |
|  | FBC Liberec             | 0                       | Tatran Střešovice | 2 |                        |                        |  |  |                    |                    |
|  |                         |                         | Tatran Střešovice | 2 |                        |                        |  |  |                    |                    |
|  |                         | 1. SC SSK Vítkovice     | 1                 |   |                        |                        |  |  |                    |                    |
|  | 1. SC SSK Vítkovice     | 1. SC SSK Vítkovice     | 1                 | 2 |                        |                        |  |  |                    |                    |
|  | 1. SC SSK Vítkovice     |                         |                   | 2 |                        |                        |  |  |                    |                    |
|  | FBC Pepino Ostrava      | 1                       |                   |   |                        |                        |  |  |                    |                    |
|  | FBC Pepino Ostrava      | 1                       |                   |   |                        |                        |  |  |                    |                    |

### Čtvrtfinále
Na dva vítězné zápasy.
Akcent Sparta – TJ JM Mentos Chodov 2 : 0 na zápasy
- Chodov – Sparta 3 : 4 (1:2, 1:1, 1:1)
- Sparta – Chodov 4 : 1 (2:1, 1:0, 1:0)

Tatran Střešovice – FBC Liberec 2 : 0 na zápasy
- Liberec – Tatran 2 : 8 (0:3, 0:2, 2:3)
- Tatran – Liberec 8 : 1 (3:1, 4:0, 1:0)

1. SC SSK Vítkovice – FBC Pepino Ostrava 2 : 1 na zápasy
- FBC Ostrava – Vítkovice 4 : 5p (0:0, 1:2, 3:2, 0:1)
- Vítkovice – FBC Ostrava 1 : 4 (0:0, 1:2, 3:2)
- Vítkovice – FBC Ostrava 4 : 2 (1:0, 2:1, 1:1)

Torpedo Pegres Havířov – 1. SC Ostrava 2 : 1 na zápasy
- 1. SC Ostrava – Havířov 5 : 4ts (1:1, 2:0, 1:3, 0:0)
- Havířov – 1. SC Ostrava 5 : 4 (0:3, 5:0, 0:1)
- Havířov – 1. SC Ostrava 6 : 3 (1:2, 2:0, 3:1)

### Semifinále
Na dva vítězné zápasy.
Akcent Sparta – Torpedo Pegres Havířov 2 : 1 na zápasy
- Havířov – Sparta 5 : 1 (1:0, 1:0, 3:1)
- Sparta – Havířov 3 : 2 (0:0, 1:1, 2:1)
- Sparta – Havířov 4 : 2 (0:0, 1:1, 3:1)

Tatran Střešovice – 1. SC SSK Vítkovice 2 : 1 na zápasy
- Vítkovice – Tatran 5 : 4 (0:1, 3:2, 2:1)
- Tatran – Vítkovice 4 : 3p (2:0, 0:2, 1:1, 1:0)
- Tatran – Vítkovice 4 : 1 (2:0, 2:1, 0:0)

### Finále
Na tři vítězné zápasy.
Akcent Sparta – Tatran Střešovice 0 : 3 na zápasy
- Sparta – Tatran 0 : 1ts (0:0, 0:0, 0:0, 0:0)
- Tatran – Sparta 4 : 0 (1:0, 2:0, 1:0)
- Tatran – Sparta 4 : 2 (1:0, 1:0, 2:2)

### O 3. místo
Na jeden vítězný zápas.
1. SC SSK Vítkovice – Torpedo Pegres Havířov 2 : 0 (1:0, 0:0, 1:0)

### Konečná tabulka play-off
| Pořadí           | Tým                    |
| ---------------- | ---------------------- |
| Zlatá medaile    | Tatran Střešovice      |
| Stříbrná medaile | Akcent Sparta          |
| Bronzová medaile | 1. SC SSK Vítkovice    |
| 4.               | Torpedo Pegres Havířov |
| 5.               | 1. SC Ostrava          |
| 6.               | FBC Pepino Ostrava     |
| 7.               | FBC Liberec            |
| 8.               | TJ JM Mentos Chodov    |